# لوك لي رو
لوك لي رو (بالإنجليزية: Luke Le Roux)‏ هو لاعب كرة قدم جنوب أفريقي في مركز الوسط، ولد في 10 مارس 2000. لعب مع فاربرغس بويس ‏.

## وصلات خارجية
- لوك لي رو على موقع اتحاد السويد (السويدية)
- لوك لي رو على موقع قاعدة بيانات كرة القدم.إي يو (الإنجليزية)
- لوك لي رو على موقع ناشيونال فوتبول تيمز (الإنجليزية)
- لوك لي رو على موقع Soccerway.com (الإنجليزية)